# Pantajiwka
Pantajiwka (ukrainisch Пантаївка; russisch Пантаевка Pantajewka) ist eine Siedlung städtischen Typs in der ukrainischen Oblast Kirowohrad mit etwa 2630 Einwohnern (2018).

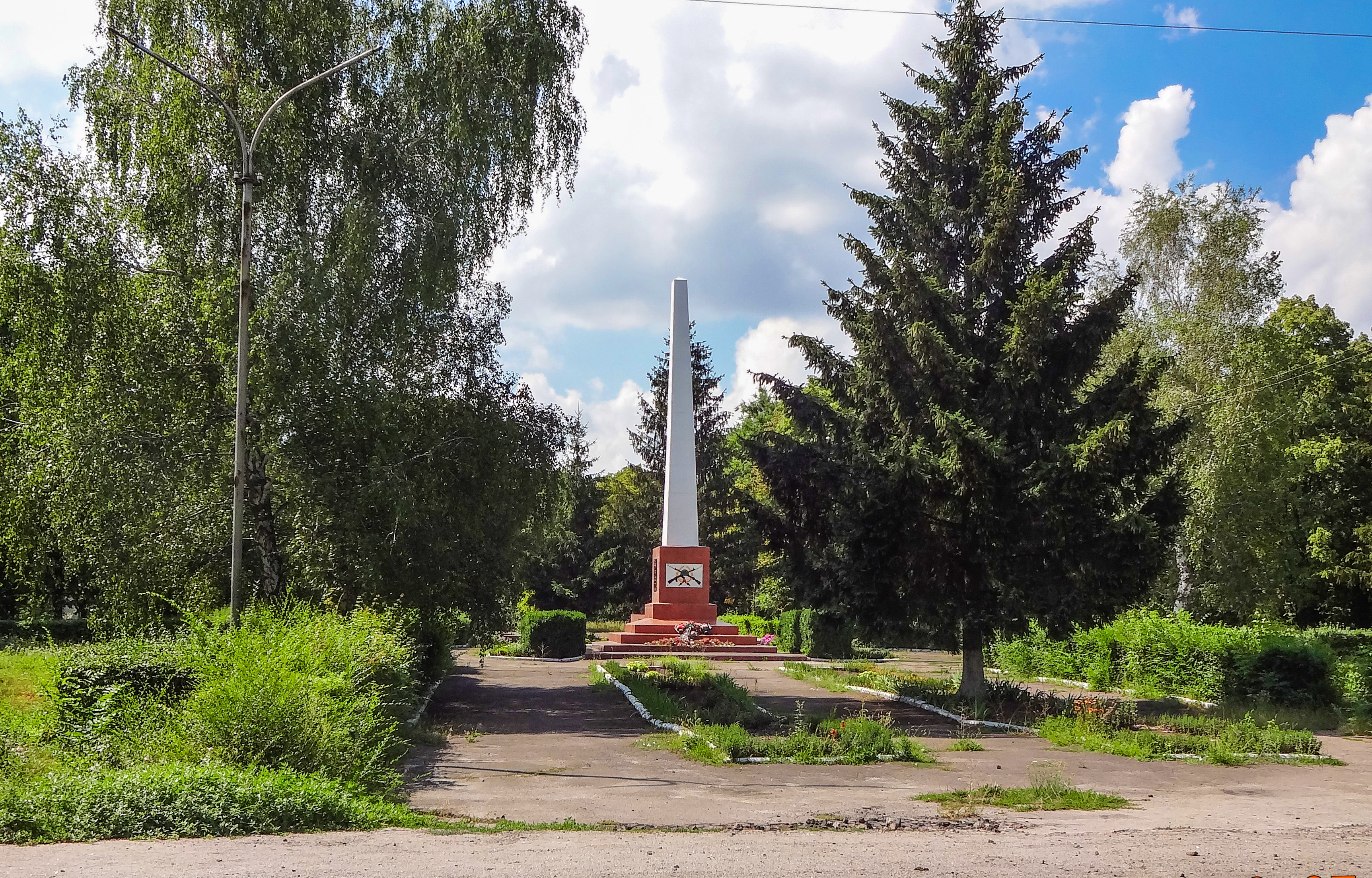
Denkmal im Ort

Pantajiwka liegt 18 km westlich von Oleksandrija an der Fernstraße M 04/E 584 und besitzt seit 1960 den Status einer Siedlung städtischen Typs. In der Ortschaft befindet sich eine Bahnstation an der Bahnstrecke Borschtschi–Charkiw zwischen Krementschuk und Snamjanka.

## Verwaltungsgliederung
Am 24. Dezember 2019 wurde die Siedlung zum Zentrum der neugegründeten Siedlungsgemeinde Pantajiwka (Пантаївська селищна громада/Pantajiwska selyschtschna hromada). Zu dieser zählen die 5 in der untenstehenden Tabelle aufgelisteten Dörfer, bis dahin bildete sie die gleichnamige Siedlungsratsgemeinde Pantajiwka (Пантаївська селищна рада/Pantajiwska selyschtschna rada) als Teil der Stadt Oleksandrija unter Oblastverwaltung im Westen des ihn umgebenden Rajons Oleksandrija.
Folgende Orte sind neben dem Hauptort Pantajiwka Teil der Gemeinde:
| Name                     | Name       | Name                      |
| ukrainisch transkribiert | ukrainisch | russisch                  |
| ------------------------ | ---------- | ------------------------- |
| Banduriwka               | Бандурівка | Бандуровка (Bandurowka)   |
| Dykiwka                  | Диківка    | Диковка (Dikowka)         |
| Jassynuwatka             | Ясинуватка | Ясиноватка (Jassinowatka) |
| Morosiwka                | Морозівка  | Морозовка (Morosowka)     |
| Olijiwka                 | Оліївка    | Олиевка (Olijewka)        |

## Tagebau
Bei der Siedlung befand sich die bis 2009 aktive, 6 Kilometer lange ⊙ Kohlegrube Morosiwskyj (ukrainisch Морозівський вугільний розріз Morosiwskyj wuhilnyj rosris), ein Tagebau zur Gewinnung von Braunkohle, in dem bis Anfang 2000 jährlich mehr als eine Million Tonnen Braunkohle abgebaut wurde.
Der dort 1970 aus Einzelteilen montierte und im Sommer 2014 demontierte Schaufelradbagger ЕРШР-1600 hatte eine Leistung von 38.400 Kubikmeter pro Tag. Durch den inzwischen wassergefüllten Steinbruch führte eine um 1930 gebaute Förderbrücke, die nach dem Ende des Zweiten Weltkriegs als Reparation aus dem Tagebau Bergwitz hierher kam und bis zum Jahr 2012 in Betrieb war, was sie zur ältesten in Betrieb befindliche Förderbrücke der Welt machte. Weitere Bagger, die hier eingesetzt wurden, stammten ebenfalls aus Deutschland, u. a. aus der Otto-Scharf-Grube in Köttichau.
Heute zählt das Gelände zu den TOP-7 "Stalker"-Objekten der Ukraine für extremen Industrietourismus.